# Крістолцел
Крістолцел (рум. Cristolțel) — село у повіті Селаж в Румунії. Входить до складу комуни Сурдук.
Село розташоване на відстані 375 км на північний захід від Бухареста, 27 км на схід від Залеу, 54 км на північ від Клуж-Напоки.

## Населення
За даними перепису населення 2002 року у селі проживали 460 осіб. Рідною мовою 459 осіб (99,8%) назвали румунську.
Національний склад населення села:
| Національність | Кількість осіб | Відсоток |
| -------------- | -------------- | -------- |
| румуни         | 454            | 98,7%    |
| цигани         | 5              | 1,1%     |